# Nick Collins
Nick Collins (nascut el 1975) és un acadèmic britànic i compositor de música per ordinador. Del 2006 al 2013 va viure a Brighton, Regne Unit, i va cursar els graus en informàtica musical a la Universitat de Sussex. El 2013 es va convertir en Reader a la Universitat de Durham.
És un pianista i un músic d'ordinador experimentat i actiu tant en composició de música instrumental com electrònica. Ha realitzat moltes gires amb el duet audiovisual 'klipp av' i com a músic solista.
Alex McLean de Slub i Nick Collins són els inventors de l'Algorave.

## Llibres
- Collins, Nick (2009). Introduction to Computer Music. Chichester: Wiley ISBN 978-0-470-71455-3
- Collins, Nick and d'Escrivan, Julio (eds.) (2007). The Cambridge Companion to Electronic Music. Cambridge: Cambridge University Press. ISBN 978-0-521-68865-9
- Collins, Nick; Schedel. Margaret and Wilson, Scott (2013). Electronic Music. Cambridge: Cambridge University Press. ISBN 9781107648173